# Angala Tuuliki
Angala Tuuliki (* 14. Oktober 1999) ist eine namibische Leichtathletin, die im Sprint und im Mittelstreckenlauf an den Start geht.

## Sportliche Laufbahn
Erste Erfahrungen bei internationalen Meisterschaften sammelte Angala Tuuliki im Jahr 2024, als sie bei den Afrikaspielen in Accra mit 2:10,66 min in der ersten Runde im 800-Meter-Lauf ausschied und mit der namibischen Mixed-Staffel über 4-mal 400 Meter mit 3:30,00 min auf Rang acht gelangte. Im Juni schied sie bei den Afrikameisterschaften in Douala mit 58,25 s und 2:10,28 min jeweils in der Vorrunde über 400 und 800 Meter aus und gelangte mit der Mixed-Staffel mit 3:28,90 min auf Rang sechs.
2024 wurde Tuuliki namibische Meisterin im 400- und 800-Meter-Lauf. Bei den Meisterschaften 2019 hatte sie bereits Bronze über die 400 Meter, 2021 über die doppelte Distanz gewonnen.

## Persönliche Bestzeiten
- 400 Meter: 56,11 s, 26. April 2024 in Windhoek
- 800 Meter: 2:10,28 min, 22. Juni 2024 in Douala